# Ricardo López (criminoso)
Ricardo López (Montevidéu, 14 de janeiro de 1975 – Hollywood, 12 de setembro de 1996), também conhecido como Björk Stalker, foi um criminoso uruguaio-americano. Ele ficou conhecido por sua tentativa de assassinato contra a cantora islandesa Björk em 1996.

## Biografia
Ricardo López nasceu em  Uruguai, mas se mudou para os Estados Unidos ainda criança, onde trabalhava como oficial de controle de pragas em Hollywood, na Flórida.
Em 14 de janeiro de 1996, no dia de seu vigésimo primeiro aniversário, Ricardo começou o seu diário em vídeo, que segundo ele, iria documentar "Sua vida, sua arte e seus planos".
López desenvolveu um amor pela cantora Björk, que logo se transformou em ódio quando ela começou a namorar o também músico britânico Goldie. Em seus vídeos, Ricardo sempre demostrou sua ira com o relacionamento de ambos, chegando a gravar diversos depoimentos racistas contra o músico. Após isso, decidiu que iria matar Björk.
O jovem arquitetou uma carta-bomba, semelhante a um livro. Assim que alguém abrisse a correspondência, o dispositivo iria explodir, espalhando ácido sulfúrico. Ele acreditava que poderia, pelo menos, desfigurar a cantora. López chegou a enviar a carta-bomba para a casa de Björk, em Londres, mas o pacote foi interceptado pela Scotland Yard antes de chegar à casa da cantora. López filmou o processo de produção da carta-bomba com a qual pretendia matá-la. 
As quase 21 horas de vídeo descrevem a obsessão de López por Björk, a construção do dispositivo, seus pensamentos sobre o amor e outros temas, incluindo as observações raciais contra o namorado da cantora (López não sabia que eles já tinham se separado no momento do seu plano).
O vídeo continua após a expedição da bomba para a casa de Björk e termina dramaticamente com López pintando a cara, cortando totalmente seus cabelos, e cometendo suicídio por tiro na frente da câmera ao som de "I Remember You" cantado pela cantora.